# روبن و تاریک
روبن و تاریک یک گروه ایندی فولک کانادایی از کلگری، آلبرتا هستند.  گروه تحت رهبری روبن بولاک خواننده و ترانه‌سرا  است که اعضای آن در حال حاضر شامل سام هریسون (گیتار/کلید/خواننده)، براک گایگر (گیتار/کلید/خواننده)، ناتان داسیلوا (بیس/خواننده) و برندان «دینو» سورس (طبل) است.

## تاریخچه
بولاک آلبوم‌های انفرادی همچون تیرها رو به بالا را در سال ۲۰۱۰  و دریاچه‌های ساخته شده توسط انسان در سال ۲۰۱۲  قبل از تصمیم‌گیری برای انتخاب نام گروه منتشر کرد. گروه در سال  با آرتز اند کرفتز پروداکشنز قرارداد امضا کرد.
اولین آلبوم کامل گروه تشییع جنازه آسمان بود که توسط کریستوفر هیدن از فلورنس اند د مشین  و کوز تهیه شده بود، در آرتس اند کرفتس در سال ۲۰۱۴ منتشر شد  این آلبوم توسط یک تور کنسرت در کانادا و ایالات متحده،  و همچنین یک تور دیگر کوچکتر در غرب کانادا پشتیبانی شد. 
در سال ۲۰۱۶، آنها تک آهنگ «قلب در دو» را منتشر کردند، و به عنوان افتتاحیه برای ونس جوی به آمریکای شمالی سفر کردند.  «قلب در دو» در هفته ۱۲ فوریه ۲۰۱۶ به رتبه ۱ در جدول ۲۰ برتر رادیو ۲ رادیو رادیو سی‌بی‌سی ۲ رسید.

## دیسکوگرافی
- تیرها رو به بالا (۲۰۱۰)
- دریاچه‌های ساخته شده توسط انسان (۲۰۱۲)

### روبن و تاریکی
- آسمان تشییع جنازه (۲۰۱۴)
- بازوهای یک رویا (۲۰۱۸)
- ضدعشق (۲۰۱۹)
- به جای نور (۲۰۲۲)